# 병정 통합 주의
병정 통합 주의(兵政統合主義)는 군정과 군령을 일정 행정 기관이 관장하여 정부의 책임과 의회의 통제 하에 임무를 수행하는 일종의 제도이다. 그러나 대한민국에서는 대한민국 헌법 제74조에 대통령은 헌법과 법률이 정하는 바에 의하여 국군을 통수한다고 규정하여 병정 통합 주의를 채택하고 있다. 대한민국에서 대통령은 행정수반의 지위에서 국군통수권을 가지고 국군최고사령관으로서 국군을 지휘, 통솔한다.

## 같이 보기
- 군정 분리